# Herbert Bernig
Herbert Bernig (* 6. Oktober 1931 in Reichenau i. Sachsen; † 22. Januar 2020) war ein Offizier der Volksmarine der Nationalen Volksarmee der Deutschen Demokratischen Republik. Bei seiner Entlassung am 30. September 1990 hatte er den Dienstgrad eines Konteradmirals inne.

## Leben
Als Sohn eines Arbeiters besuchte er bis 1945 die Grundschule und war dann bis 1947 als Landarbeiter und Hilfsschlosser tätig. Danach nahm er eine Lehre zum Maschinenschlosser auf, die er 1950 erfolgreich abschloss. 1950 wurde er Sekretär der FDJ-Kreisleitung in Zittau.
Am 4. August 1950 trat Bernig in die Seepolizei ein, aus der später die Volkspolizei See hervorging. Dort besuchte er bis 1951 als Kursant die Seepolizeischule in Parow. 1951 trat er der SED bei. 1952 wurde er zu einem Sonderlehrgang in der Sowjetunion kommandiert, der bis 1954 andauerte. Im Anschluss hieran war er bis 1956 Ober-Offizier beim Leiter der Abteilung Aufklärung der Volkspolizei See. Von 1956 bis 1960 besuchte er die Seekriegsakademie in der Sowjetunion. Nach seiner Rückkehr wurde Bernig Stellvertretender Chef und Stabschef der 4. Flottille der Volksmarine. Diese Position hielt er von 1960 bis 1964 inne. Anschließend war er bis 1971 Chef dieser Flottille.
Von 1971 bis 1975 war Bernig Stellvertretender Chef des Stabes für operative Arbeit im Kommando der Volksmarine. Von 1975 bis zu seiner Entlassung aus dem Militärdienst am 30. September 1990 war er Chef des Seehydrographischen Dienstes der DDR. Seine Ernennung zum Konteradmiral erfolgte zum 7. Oktober 1988.

## Auszeichnungen
- 1986 Vaterländischer Verdienstorden in Gold[2]
- Kampforden „Für Verdienste um Volk und Vaterland“ in Bronze